# Cavedweller
Cavedweller is een Amerikaans-Canadese dramafilm uit 2004 onder regie van Lisa Cholodenko. Zij baseerde het verhaal op dat uit het gelijknamige boek van Dorothy Allison. Hoofdrolspeelster Kyra Sedgwick en bijrolspeler Aidan Quinn werden voor hun spel allebei genomineerd voor een Independent Spirit Award. Sedgwick was tevens een van de uitvoerend producenten van Cavedweller.

## Verhaal
Delia Byrd (Kyra Sedgwick) trouwde op jonge leeftijd met Clint Windsor (Aidan Quinn), met wie ze dochters Amanda (Vanessa Zima) en Dede (April Mullen) kreeg. Windsor bleek alleen jaloers, agressief en opvliegend. Als hij Byrd op een avond probeert dood te schieten met een geweer dat dan ongeladen blijkt, ontvlucht zij Georgia door met rockmuzikant Randall Pritchard (Kevin Bacon) mee te gaan. Daarmee laat ze niet alleen haar echtgenoot, maar ook haar op dat moment zes- en vierjarige dochters achter.
Tien jaar later woont Byrd in Los Angeles met haar met Pritchard gekregen, inmiddels opgroeiende derde dochter, Cissy (Regan Arnold). Zij houdt zielsveel van haar vader, maar deze is niet meer samen met haar moeder. Hij kan het rokkenjagen niet laten. Het noodlot slaat toe wanneer hij tijdens het rijden in zijn Porsche te veel bezig is met zijn laatste verovering en zichzelf dood rijdt. Byrd heeft daarmee geen reden meer om in Los Angeles te blijven en besluit samen met Cissy terug naar Georgia te gaan om de relatie met haar andere dochters te herstellen. Ze heeft altijd contact gezocht met ze. Windsors moeder Louise (Jackie Burroughs) heeft de meisjes alleen altijd van haar afgeschermd.
Terug in Georgia verneemt Byrd dat haar nog steeds wettige echtgenoot Windsor aan terminale kanker lijdt. Hij heeft officieel de voogdij over Amanda en Dede, maar ziet deze allebei zelden. Zijn moeder voedde de meisjes al die jaren met ferme hand op en schermde ze af van de buitenwereld. Byrd wil niettemin haar inmiddels veertien- en zestienjarige dochters leren kennen en de voogdij over hen verkrijgen. De flink verzwakte Windsor wil hiervoor zorgen in ruil voor een tegenprestatie. Hij wil namelijk koste wat kost niet alleen in een ziekenhuis sterven. Daarom vraagt hij haar om bij hem in te trekken en hem te verzorgen tot hij sterft. Hij laat dan in zijn testament opnemen dat Byrd na zijn overlijden wettelijk voogd wordt over haar dochters. Zij accepteert.
Byrd, Amanda, Dede en Cissy trekken vervolgens allemaal bij Windsor in. Zo proberen ze samen te leven terwijl Byrd ondertussen de man verzorgt met wie geen van hen (nog) een echte band heeft. Oud zeer zorgt ervoor dat er verscheidene onderlinge problemen opgehelderd en verwerkt moeten worden voordat er ook maar één iemand een ander in de ogen wil kijken. Bij Byrd komen tegelijkertijd herinneringen aan de vroegere mishandelingen boven. Bovendien heeft grootmoeder Windsor de inmiddels strenggelovige Amanda en de losbandige Dede al die jaren niets dan negatieve verhalen over hun biologische ouders gevoerd.

## Rolverdeling
- Sherilyn Fenn - M.T.
- Jill Scott - Rosemary
- Dan Lett - Reverend Hillman
- Myron Natwick - Grootvader Byrd
- Anne Holloway - Mrs. Crane
- Mat Langford - Lester
- Jon Langford - Herman
- Barry Walsh - Pete

## Trivia
- Actrice Sedgwick en acteur Bacon waren ten tijde van de première van Cavedweller in realiteit een sinds 1988 getrouwd echtpaar.